# ENSEMBLE 〜舞降る羽のアンサンブル〜
『ENSEMBLE 〜舞降る羽のアンサンブル〜』（アンサンブル まいふるはねのアンサンブル）は、2004年1月30日にF&C FC03より発売された18禁恋愛アドベンチャーゲーム。
一部ショップでは、予約購入者にWindows XP対応版『Natural -身も心も-』が特典として配布された。

## ストーリー
15年前、両親の離婚により、妹の友江淳と離れ離れになってしまった主人公・日吉楓。その後、楓は預けられた先の寺田家で、桜子と若葉の姉妹、そしてもう一人の母と呼べる存在・百合乃と出会う。
月日は流れ、そこには新たな絆が芽生えていた。やがて、百合乃の死をきっかけに楓は寺田家に残り、桜子と若葉を守っていくことを決意する。

## 登場キャラクター
日吉 楓 （ひよし かえで）
主人公。幼い頃に寺田家に預けられた。
寺田 桜子 （てらだ さくらこ）
声：春瀬みき
寺田家の長女。小さい頃は楓と喧嘩ばかりしていた。
寺田 若葉 （てらだ わかば）
声：桜川未央
寺田家の次女。幼い頃の事故で、右目の視力と一部の感情を失っている。
野乃木 星歌 （ののぎ せいか）
声：一色ヒカル
楓や桜子と同じ大学に通っている女性。
友江 淳 （ともえ すなお）
声：上戸琉
楓の妹。15年前に生き別れになった兄を慕う。
美崎 文緒 （みさき ふみお）
声：かわしまりの
淳の同級生。
鈴凪 葎華 （すずなり りつか）
声：長崎みなみ
若葉の同級生で、後に北海道へ転校。多少、同性愛指向がある。
川端 友希乃 （かわばた ゆきの）
声：夏川菜々美
淳や文緒のアルバイト先のホテルで、オーナーを務めている女性。
海潮 輝 （うしお ひかる）
声：草柳順子
母校のプールの改装に伴い、寺田家に居候する女性。
千蔵 リエス （ちくら りえす）
声：歌織
病弱なお嬢様。

## スタッフ
- シナリオ：素浪人、G巳無月、ひろもりさかな
- 原画：針玉ヒロキ
- 音楽：DOORS MUSIC ENTERTAINMENT

## 主題歌
- OP：抱きしめて
  - 作詞：HAJIMEX
  - 作曲：YURIA
  - 歌：Honey Bee
- ED：永遠の扉
  - 作詞、作曲：吉田文
  - 歌：Mayumi